# 若者 (フォーリーブスのアルバム)
『若者』（わかもの）は、1974年11月21日に発売された、フォーリーブスの4枚目のアルバムである。

## 概要
- オーダーメイドファクトリーにてオリジナルアルバム「一本の樹」と合わせて1枚に収まった両A面アルバムとしてCD化。

## 曲目

### LP
全編曲：東海林修
- SIDE1

1. 夜のあいつたち [2:36] 
作詞：水野礼子/作曲：東海林修
2. 不安の朝 [3:56]
作詞：水野礼子/作曲：東海林修
3. 自分ぎらい [3:54]
作詞：水野礼子/作曲：東海林修
4. 恋のランナー [3:32]
作詞：水野礼子/作曲：東海林修
5. 手さぐりの時代 [3:16]
作詞：水野礼子/作曲：東海林修
6. 急げ!若者 [4:24]
作詞：千家和也/作曲：都倉俊一

- SIDE2

1. 君はふるさと [1:52]
作詞：水野礼子/作曲：東海林修
2. この街をはなれて - 青山孝  [4:12]
作詞：南登/作曲：青山孝
3. 星空の恋人 - おりも政夫 [2:55]
作詞・作曲：おりも政夫
4. 悲しみのページ - 江木俊夫 [3:25]
作詞・作曲：江木俊夫
5. SHE （彼女） - 北公次 [3:16]
作詞・作曲：北公次
6. さらば故郷 （ふるさと） の街 [3:04]
作詞：千家和也/作曲：都倉俊一
  - 24thシングル「急げ!若者」のB面曲。

### 若者+一本の樹
1. 夜のあいつたち
2. 不安の朝
3. 自分ぎらい
4. 恋のランナー
5. 手さぐりの時代
6. 急げ!若者
7. 君はふるさと
8. この街をはなれて
9. 星空の恋人
10. 悲しみのページ
11. SHE （彼女）
12. さらば故郷 （ふるさと） の街
13. 一本の樹 〜ありがとう大地〜
14. そして今
15. ことばの履歴書
16. いちばん星
17. 翔べ
18. 航海
19. 耳を傾けて
20. 一本の樹 〜ありがとう太陽〜
21. プレゼント・メドレー